# Clinopodium vanum
Clinopodium vanum là một loài thực vật có hoa trong họ Hoa môi. Loài này được (Epling) Harley & A.Granda mô tả khoa học đầu tiên năm 2000.